# De-icing boot
Il De-icing boot o pneumatic de-icing boot è un tipo di sistema di protezione antighiaccio installato sulle superfici degli aeromobili (solitamente i bordi di attacco delle ali e gli impennaggi) che permette uno sbrinamento meccanico-pneumatico durante il volo.

## Funzionamento
Tale sistema è basato su delle camere di gomma (o membrane) montate sulle superfici da scongelare. Nel momento della formazione di ghiaccio, un sistema pneumatico gonfia le membrane con aria compressa. L'espansione provoca delle crepe nel ghiaccio che si è accumulato, che viene spazzato via dal flusso d'aria. Le camere di gomma vengono poi sgonfiate per restituire l'ala o la superficie alla sua forma ottimale.